# Тимофеево (городской округ Солнечногорск)
Тимофеево — деревня в Московской области России. Входит в городской округ Солнечногорск. Население — 10 чел. (2010).

## География
Деревня расположена на северо-западе Московской области, в западной части округа, у границы с Истринским районом, на берегу Истринского водохранилища, примерно в 17 км к юго-западу от центра города Солнечногорска, с которым связана автобусным сообщением. До образования водохранилища находилась на левом берегу впадающей в Истру реки Нудоли. 
Ближайшие населённые пункты — деревни Барское-Мелечкино, Климово, Лыщёво и Родионцево.

## История
Тимофеева, деревня 2-го стана, Госуд. Имущ., 103 души м. п., 97 ж., 23 двора, четыре кожевенныя избы крестьян оной деревни, 62 версты от стол., 40 от уездн. гор., близ дороги из Воскресенска в Клин.— Нистрем К. Указатель селений и жителей уездов Московской губернии, 1852 г.
В «Списке населённых мест» 1862 года — казённая деревня 2-го стана Звенигородского уезда Московской губернии по левую сторону тракта из города Воскресенска в город Клин, в 40 верстах от уездного города и 21 версте от становой квартиры, при речке Нудоли, с 34 дворами и 210 жителями (105 мужчин, 105 женщин).
По данным на 1890 год — деревня Пятницкой волости Звенигородского уезда с 283 душами населения.
В 1913 году — 40 дворов.
По материалам Всесоюзной переписи населения 1926 года — деревня с хутором Пятницкого сельсовета Пятницкой волости Воскресенского уезда в 2,3 км от Пятницкого шоссе и 19,2 км от станции Подсолнечная Октябрьской железной дороги, проживало 230 жителей (105 мужчин, 125 женщин), насчитывалось 46 крестьянских хозяйств.
С 1929 года — населённый пункт в составе Солнечногорского района Московского округа Московской области. Постановлением ЦИК и СНК от 23 июля 1930 года округа как административно-территориальные единицы были ликвидированы.
С 1994 до 2006 гг. деревня входила в Обуховский сельский округ Солнечногорского района.
С 2005 до 2019 гг. деревня включалась в Кривцовское сельское поселение Солнечногорского муниципального района.
С 2019 года деревня входит в городской округ Солнечногорск, в рамках администрации которого относится с территориальному управлению Кривцовское.

## Население
| 1852 | 1859 | 1890 | 1899 | 1926 | 1966 | 1998 |
| ---- | ---- | ---- | ---- | ---- | ---- | ---- |
| 200  | ↗210 | ↗283 | →283 | ↘230 | ↘89  | ↘4   |
| 2002 | 2010 |      |      |      |      |      |
| →4   | ↗10  |      |      |      |      |      |